# 阿蒂尔·林德克内希
阿蒂尔·林德克内希（法語：Arthur Rinderknech；1995年7月23日—）是法國的一位網球運動員。他迄今為止的最高ATP單打世界排名是48位，在2022年1月17日創出。他曾就讀於德州農工大學。

## 外部連結
- 阿蒂尔·林德克内希（英文/西班牙文）的官方資料
- 阿蒂尔·林德克内希的官方资料
- 阿蒂尔·林德克内希的官方資料（英文）